# طفولة القائد
طفولة القائد (بالإنجليزية: The Childhood of a Leader)‏ هو فيلم دراما تم إنتاجه في فرنسا والمملكة المتحدة وصدر في سنة 2015. من بطولة برنيس بيجو وروبرت باتينسون.

## القصة
يحكي الفيلم قصة طفل أمريكي يعيش بعائلة أمريكية مقيمة في باريس أثناء الحرب العالمية الأولى بسبب عمل والده كدبلوماسي أمريكي. وتستمر قصة الطفل الذي يستمر بمعاندة والديه حتى يصل لمرحلة كبيرة من العناد لهما.

## الميزانية والإيرادات
بلغت تكلفة إنتاج الفيلم حوالي 5 ملايين دولار.

## وصلات خارجية
- طفولة القائد على موقع IMDb (الإنجليزية)
- طفولة القائد على موقع ميتاكريتيك (الإنجليزية)
- طفولة القائد على موقع روتن توميتوز (الإنجليزية)
- طفولة القائد على موقع قاعدة بيانات الأفلام العربية
- طفولة القائد على موقع ألو سيني (الفرنسية)
- طفولة القائد على موقع Turner Classic Movies (الإنجليزية)
- طفولة القائد على موقع أول موفي (الإنجليزية)
- طفولة القائد على موقع فيلمافينيتي (الإسبانية)
- طفولة القائد على موقع قاعدة بيانات الفيلم (الإنجليزية)
- طفولة القائد على موقع ليتربوكسد (الإنجليزية)